# Рубцы (Нижегородская область)
Рубцы — деревня в городском округе Семёновский Нижегородской области России. Входит в состав Боковского территориального отдела (с 1930-х гг. по 2009 год была в составе Новопетровского сельсовета Семёновского района).

## География
Деревня находится на севере центральной части Нижегородской области, в зоне хвойно-широколиственных лесов, на левом берегу реки Шалдежки, к югу от автодороги Р177, на расстоянии приблизительно 19 километров (по прямой) к северо-востоку от города Семёнова, административного центра района. Абсолютная высота — 122 метра над уровнем моря.

### Климат
Климат характеризуется как умеренно континентальный, с влажным нежарким летом и холодной снежной зимой. Средняя температура воздуха самого холодного месяца (января) составляет −12,9 °C; самого тёплого месяца (июля) — 18,4 °C. Годовое количество атмосферных осадков — 550—600 мм.

### Часовой пояс
Деревня Рубцы, как и вся Нижегородская область, находится в часовой зоне МСК (московское время). Смещение применяемого времени относительно UTC составляет +3:00.

## Население
| 2002 | 2010 |
| ---- | ---- |
| 90   | ↘63  |

### Национальный состав
Согласно результатам переписи 2002 года, в национальной структуре населения русские составляли 98 %.